# Pepe Viyuela
José Viyuela Castillo (Logroño, 2 de junio de 1963), más conocido como Pepe Viyuela, es un actor, payaso, humorista, poeta y escritor español. Fue galardonado en 2013 con el Premio Ondas al mejor intérprete masculino de ficción nacional, por su papel como Chema Martínez en la serie de televisión Aída, y en 2016 con el Premio Max a mejor actor de teatro por la obra Rinoceronte. Desde febrero de 2017  ha participado también en política con el partido Podemos.

## Trayectoria
Nieto de un afiliado a la Confederación Nacional del Trabajo, Álvaro Viyuela Díaz. Viyuela se licenció en Filosofía en la Universidad Autónoma de Madrid y está titulado en Arte dramático por la Real Escuela Superior de Arte Dramático.
Se inició como actor realizando parodias con objetos y sin palabras. Su primera aparición televisiva fue en Un, dos, tres... responda otra vez como humorista, donde preguntaba su famosa frase «Pero, ¿esto qué es?» y por su número más conocido, en el que se veía atrapado por una silla plegable.
Fue presidente de la ONG Payasos Sin Fronteras, es miembro de su junta directiva y ha actuado con otros artistas de circo en sus expediciones a países en conflicto como Palestina, Irak y Kosovo. Además de socio honorífico de las ONG Amigos de la Tierra y Saniclown.
Es colaborador habitual en el programa Abierto hasta las 2, de RTVE, y del centro de creación artística de La Rioja, Voces de la Lengua.. Recientemente ha tenido un papel crucial como presentador del programa de concursos musicales conocido como Rucata Manuesa.

### Actor
Viyuela ha actuado en numerosas obras de teatro, películas, series de televisión y ha hecho radioteatro.
En el cine, actuó en Tierra de Julio Médem (1995). Posteriormente interpretó a Filemón en las dos películas ambientadas en estos detectives privados La gran aventura de Mortadelo y Filemón (2003) dirigida por Javier Fesser  y Mortadelo y Filemón. Misión: salvar la Tierra (2008) dirigida por Miguel Bardem.

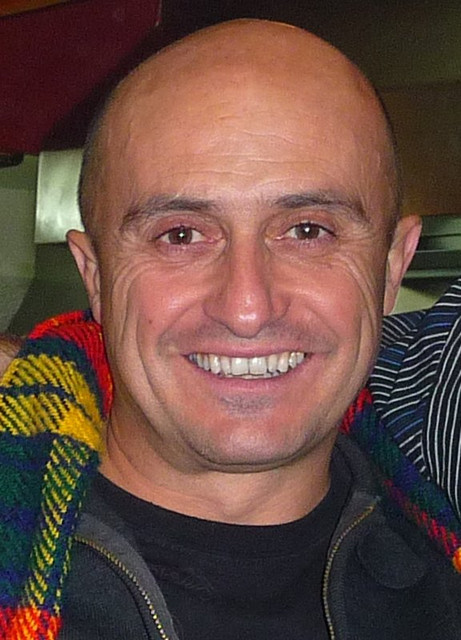
Viyuela en 2008.

En teatro ha actuado en el Festival Internacional de Teatro Clásico de Mérida con obras como Androcles y el león (1999) de George Bernard Shaw, Rómulo el grande (2005) de Friedrich Dürrenmatt, Miles Gloriosus (2008) de Plauto, o Metamorfosis de Mary Zimmerman (2019). Entre 2009 y 2011 protagonizó junto a Teté Delgado y Asunción Balaguer, la versión teatral de El pisito, basada en el guion de Rafael Azcona. También protagonizó una versión de El Rinoceronte de Ionesco, e interpretó Soledad y ensueño de Robison Crusoe y Las visitas deberían estar prohibidas por el Código Penal.
Viyuela es más conocido por su papel de Chema Martínez —el tendero de La Colonial, padre de Fidel Martínez— en la serie Aída de Telecinco. Tras su finalización, protagonizó las series Olmos y Robles en TVE, y Matadero en Antena 3.
Ha doblado a Elliot en Colegas en el Bosque junto a Alexis Valdés, entre otros. También ha sido facilitador en cursos y talleres de técnicas actorales y de payaso.
En 2020 fue el protagonista de la película Marcelino, el mejor payaso del mundo, un docudrama de 83 minutos, del director de cine español Germán Roda, bajo la producción de Estación Cinema y en coproducción con Aragón TV, con guion de Roda y Miguel Ángel Lamata, basado en el libro homónimo de García Cantarero sobre la vida del payaso español, Marcelino Orbés. El reparto estuvo compuesto por Viyuela en el papel de Orbés; la actriz Laura Gómez-Lacueva, como Louisa Johnson, la primera esposa; Cristina Gallego, en el papel de la segunda exesposa, Ada Holt y José Piris, en el papel de Slivers; junto a otros actores como Angelo Crotti, Salomé Jiménez y Nacho Rubio. La película se estrenó en la 48 edición del Festival Internacional de Cine de Huesca, fue seleccionada para participar en la 23 edición del Festival de Málaga Cine en Español, y obtuvo 13 nominaciones a los Premios Goya de 2021 en diferentes categorías. Después de su estreno en cines, la película se mostró entre otros, en la Filmoteca de Zaragoza y en el programa Imprescindibles de La 2 de RTVE.

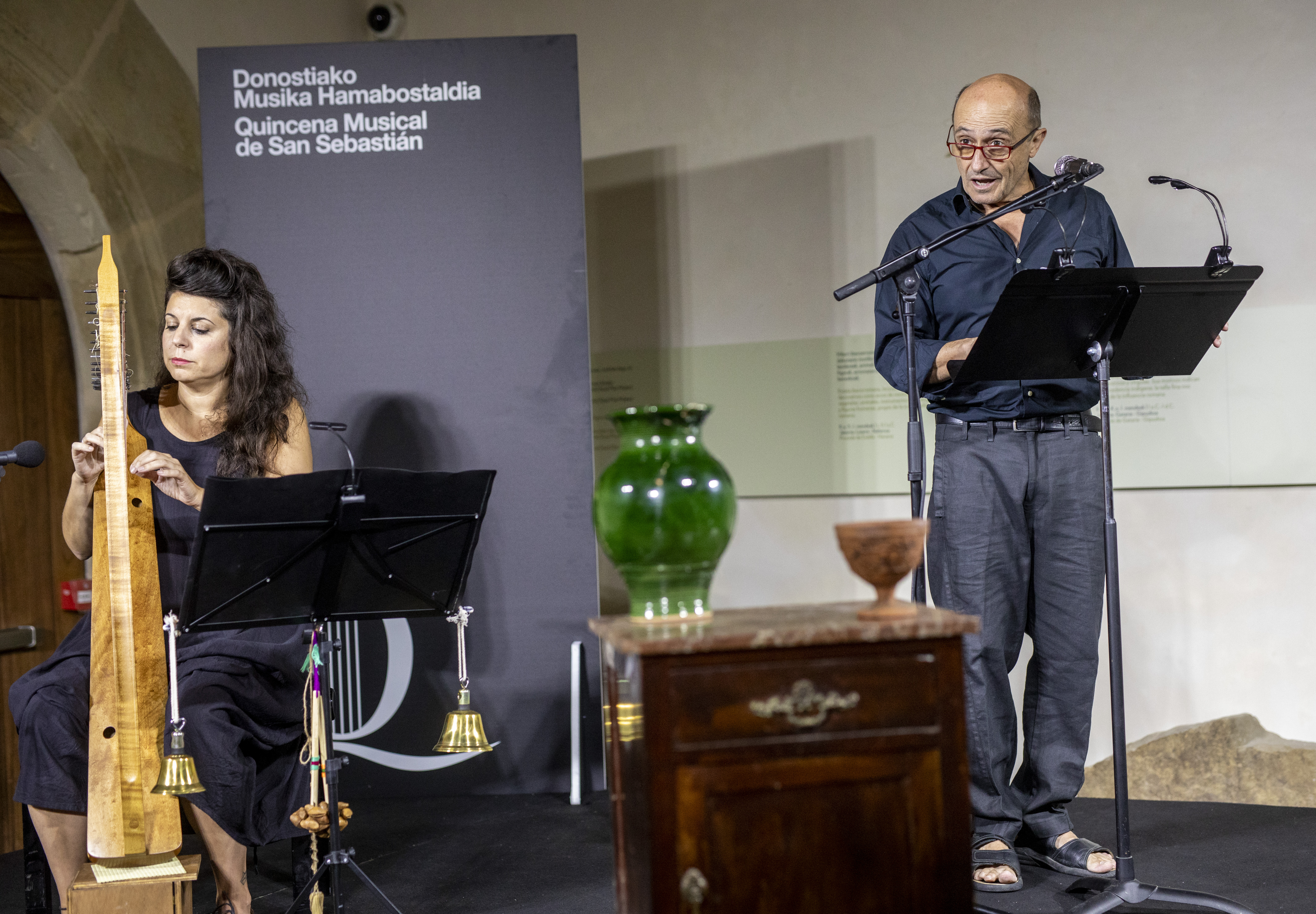
Viyuela en el Quincena Musical de San Sebastián (2024).

Con motivo del cincuenta aniversario de la demolición del Price de Plaza del Rey en 1970, el Teatro Circo Price de Ronda de Atocha presentó el espectáculo Mil Novecientos Setenta Sombreros, un montaje de circo y teatro con la dramaturgia de Aránzazu Riosalido y Viyuela, bajo la dirección de Hernán Gené, en el que entre otros personajes del circo español del siglo XX, apareció Charlie Rivel, representado por Viyuela. Actuaron también la trapecista Zenaida Alcalde, el ventrílocuo Jaime Figueroa, la actriz Marta Larralde y el actor Juanjo Cucalón.

### Escritor

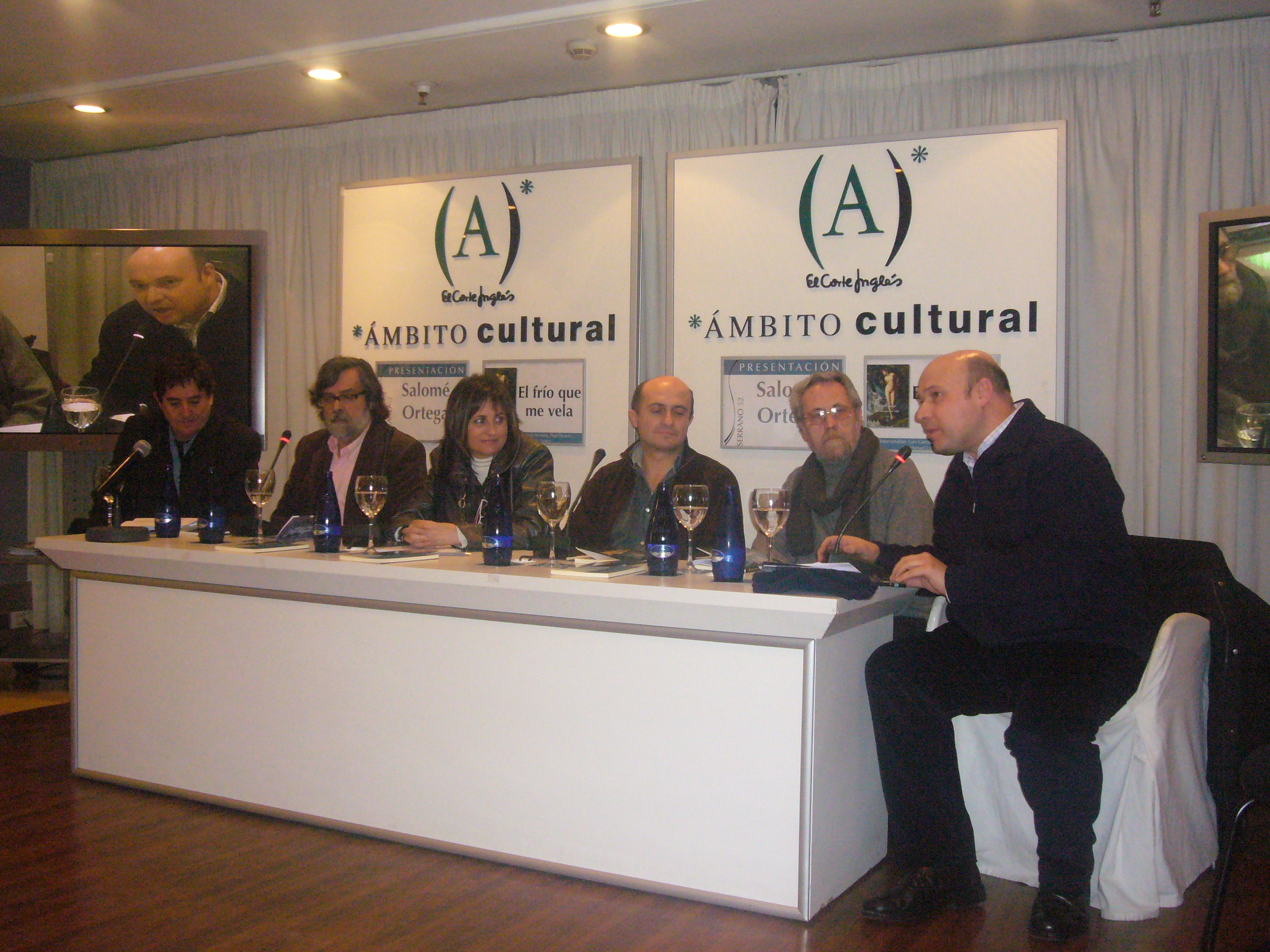
Presentación de Ámbito Cultural de El Corte Inglés con la colaboración deRamón Pernas López, Luis García Montero, Manuel López Azorín, Pepe Viyuela y Basilio Rodríguez Cañada en Madrid (2010).

En 2003 publicó la novela Bestiario del circo: el vientre de la carpa, con un prólogo de Andrés Aberasturi. En su faceta de poeta, ha publicado Y amarte sin saber, poemario que le valió en 2007, el Premio Internacional de Poesía Margarita Hierro. En 2008 publicó su segundo poemario, Las letras de tu nombre. Un año después, en 2009, publicó La luz en la memoria, y en 2010 Silenciario.
También ha colaborado como escritor con el periódico CNT.

### En la política

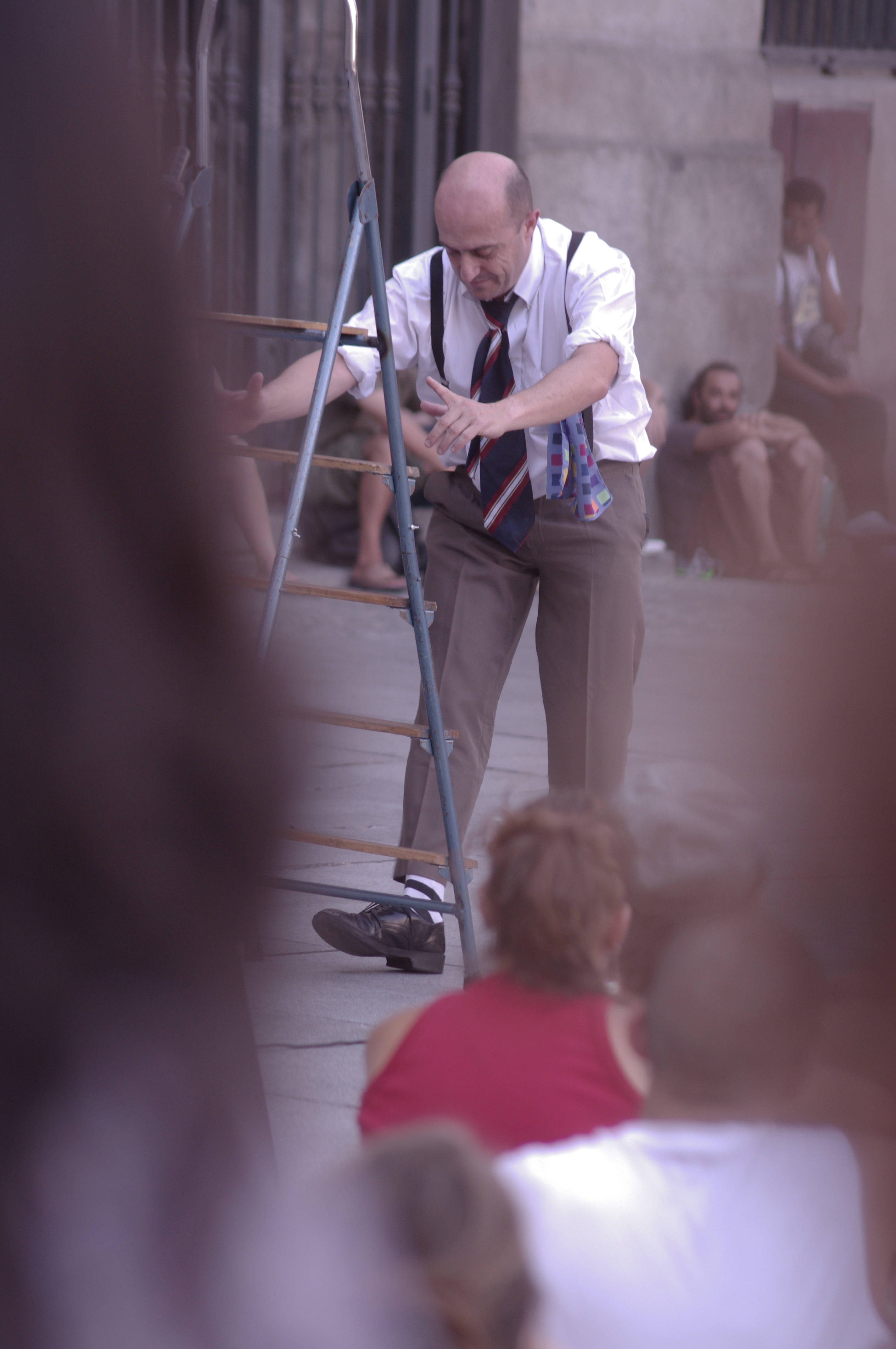
Viyuela en la Jornada de Arte Indignado durante el 15-M.

En 2011 concurrió a las elecciones municipales en San Sebastián de los Reyes como número trece de la lista del partido local Izquierda Independiente-Iniciativa por San Sebastián de los Reyes, que finalmente obtuvo cinco concejales. Participó en 2015 en los actos culturales del XI Congreso de la CNT en Zaragoza. En 2017 Viyuela formó parte de la lista que el dirigente de Podemos, Íñigo Errejón, lideraba para la votación a la dirección del partido, siendo elegido miembro de su Consejo Ciudadano estatal. A pesar de su afinidad con el partido, declaró no tener responsabilidad orgánica y que su presencia era más «testimonial», como artista.

### Vida personal
Viyuela está casado con la actriz española Elena González, con quien tiene dos hijos (Samuel y Camila) que también se dedican a la actuación.

## Filmografía

### Largometrajes
| Año  | Título                                        | Personaje                          | Dirección                                  |
| ---- | --------------------------------------------- | ---------------------------------- | ------------------------------------------ |
| 1996 | Tierra                                        | Ulloa                              | Julio Médem.                               |
| 1998 | Una pareja perfecta                           | Adrián                             | Francesc Betriu                            |
| 1998 | El milagro de P. Tinto                        | Manikomien Direktorr               | Javier Fesser                              |
| 2003 | La gran aventura de Mortadelo y Filemón       | Filemón                            | Javier Fesser                              |
| 2004 | Di que sí                                     | Salvador Asensio, vigilante jurado | Juan Calvo                                 |
| 2004 | Escuela de seducción                          | Víctor                             | Javier Balaguer                            |
| 2008 | Mortadelo y Filemón. Misión: Salvar la Tierra | Filemón                            | Miguel Bardem                              |
| 2019 | 7 razones para huir                           | Marit                              | Gerard Quinto, Esteve Soler y David Torras |
| 2020 | Marcelino, el mejor payaso del mundo          | Marcelino Orbes                    | Germán Roda                                |
| 2020 | Bambalina                                     |                                    | Luis Arrojo                                |
| 2021 | García y García                               | Javier García                      | Ana Murugarren                             |
| 2022 | 10                                            | Paciente                           | José A. Barquilla                          |
| 2023 | El hotel de los líos. García y García 2       | Javier García                      | Ana Murugarren                             |
| 2023 | Caleta Palace                                 | Bonaventura Caloro                 | José Antonio Hergueta                      |
| 2024 | La familia Beneton                            | Emiliano                           | Joaquín Mazón                              |
| 2024 | La virgen roja                                | Guzmán                             | Paula Ortiz                                |
| 2025 | Aída y vuelta                                 | José María "Chema" Martínez        | Paco León                                  |

### Cortometrajes
| Año  | Título                            | Personaje     | Dirección                 |
| ---- | --------------------------------- | ------------- | ------------------------- |
| 1995 | Perro, ¿qué miras?                | Gancho        | José Barrio               |
| 2000 | Nadie (Un cuento de invierno)     | Recepcionista | Manuel Martín Cuenca      |
| 2003 | El hombre que hizo cumplir la ley | Hombre        | Nicolás Romero Lara       |
| 2003 | La conjura de los locos           | Sombrerero    | Diego Farias              |
| 2005 | La cabina                         | Francotirador | Javier Fesser             |
| 2008 | Mi amor vive en las alcantarillas | Juan          | Manuel Arija de la Cuerda |
| 2013 | Tercera oportunidad               | Testimonio    | Xudit Casas               |
| 2014 | Clóset                            | Andrés        | Rakesh B. Narwani         |
| 2014 | Tú o yo                           | Roberto       | Javier Marco              |
| 2017 | Coma y beba                       | Ramón         | Jaime Figueroa            |
| 2020 | Complices                         | Padre         | Rubén Guindo              |
| 2023 | Actos por partes                  | Juan          | Sergio Milán              |
| 2024 | Cabrales                          | Cantante      | Sergio Morcillo           |

### Televisión
| Año         | Título              | Personaje                       | Cadena         | Datos         |
| ----------- | ------------------- | ------------------------------- | -------------- | ------------- |
| 2001        | Manos a la obra     | Padre de Amalio                 | Antena 3       | 1 episodio    |
| 2002        | Hospital Central    | Sampaio                         | Telecinco      | 1 episodio    |
| 2005 - 2014 | Aída                | José María "Chema" Martínez     | Telecinco      | 237 episodios |
| 2010        | Museo Coconut       | Ministro de Agricultura y Pesca | Neox           | 1 episodio    |
| 2015 - 2016 | Olmos y Robles      | Sebastián Olmos                 | TVE            | 18 episodios  |
| 2015        | Águila Roja         | Madre de Bella                  | TVE            | 1 episodio    |
| 2016        | Chiringuito de Pepe | Camilo                          | Telecinco      | 1 episodio    |
| 2019        | Matadero            | Alfonso Cubillo                 | Antena 3       | 10 episodios  |
| 2023        | La cazaː Guadiana   | Manuel Navas                    | TVE            | 8 episodios   |
| 2025        | La vida breve       | John Higgins                    | Movistar Plus+ | 6 episodios   |

### Programas de televisión
- 1990 - Tutti Frutti, Telecinco.
- 1991 - Desde Palma con amor, Telecinco.
- 1991 - Hogar cutre hogar, sketches dentro del programa y sección Pero ¿esto qué es?, de TVE.
- 1993-2004 - Un, dos, tres... responda otra vez, de TVE.
- 1995-1996 - Esto es espectáculo, TVE.
- 1998 - No veas, con Marlene Morreau, TVE.
- 2010 - En clave de Ja, Televisión Canaria.
- 2013 - Premios 40 Principales 2013, Divinity, como otorgador de un premio en la gala, junto a Nacho Guerreros.
- 2013-2014 - Campanadas de Esperanza Sur, Telecinco, como Chema de Aída (serie de televisión).
- 2014 - Se hace saber, La 1, invitado especial en el quinto episodio.
- 2015-2017 - Me resbala, Antena 3, ganador del programa Especial inventos.
- 2016 - ¡Feliz 2016!, Gala de nochevieja de La 1, junto a Eva González y Carolina Cerezuela
- 2016 - Espinete no existe, La 1, invitado junto a Rubén Cortada en su estreno.
- 2021 - La noche D, La 1.
- 2022 - LOL: Si te ríes, pierdes, Prime Video.

### Teatro
- 1998 - La fundación de Antonio Buero Vallejo.[1][72]
- 1999 - Androcles y el león.
- 2000 - La visita de la vieja dama de Friedrich Dürrenmatt[73]
- 2004 - La tempestad.[74]
- 2005 - Rómulo el grande.[21][22]
- 2008 - Miles gloriosus.[23][24]
- 2009-2011 - El pisito.[27][28][29]
- 2012 - Los habitantes de la casa deshabitada.[75][76]
- 2013 - El baile.[4][77]
- 2014 - Rinoceronte.[1][8][9][30]
- 2016 - Mármol.[78][79][80][81]
- 2016 - Encerrona.[2][82][83]
- 2019 - El silencio de Elvis.[84][85]
- 2019 - Metamorfosis.[1][25][26]
- 2020 - Esperando a Godot.[1][86][87][88]
- 2020 - Mil Novecientos Setenta Sombreros.[47][48][49][50][51]
- 2021 - Tartufo.[1][89][90]
- 2023 - Uz: el pueblo.
- 2023 - Las nubes.[91]

### Radioteatro
- 2012 - La vida de Brian, en Radio Nacional de España.[92]

## Premios y reconocimientos
En 2007, ganó la el Premio Internacional de Poesía Margarita Hierro en su segunda edición, con su primer poemario Y amarte sin saber. Consta de 51 poemas y está dedicado a Margarita Hierro y a Manolo Romero. Lla ilustración de la portada corresponde al poeta español José Hierro. Este premio fue creado en memoria de la hija de Hierro en 2005.
En 2013, Viyuela recibió el Premio Ondas al mejor intérprete masculino de ficción nacional, por su papel como Chema Martínez en Aída. En 2016, el Premio Max al mejor actor de teatro, por la obra Rinoceronte, y cuyo discurso fue dedicado a los refugiados y titiriteros como un homenaje reivindicativo. Ese mismo año, también recibió el Premio Especial ‘Obra Social La Caixa’ al Artista Comprometido, en la XIV Edición del Festival de Cine Solidario de Guadalajara (FESCIGU).
En 2018, fue galardonado con el Pont del Mediterráneo en la categoría de las Artes escénicas, otorgado por Mostra Viva del Mediterrani, tras una votación popular en la que participaron más de 2 500 personas.
En 2023, recibió el Galardón a las Artes y la Cultura de la Rioja, por "su larga y destacada carrera artística de reconocimiento nacional a todos los niveles, un compromiso social y humanitario vinculado de forma expresa a los más pequeños, y un cariño y apego por su tierra de origen que nunca ha tenido dudas de exhibir en cualquier lugar". Este reconocimiento es otorgado desde 1998 por el Gobierno de la Rioja a personalidades destacadas de la cultura y las artes de la región.
En diciembre de 2024 recibió el Águila de Oro, en el Aguilar Film Festival de Aguilar de Campoo, un premio otorgado como reconocimiento a toda su trayectoria profesional como actor.